# Vastja
Vastja – wieś w Estonii, prowincji Rapla, w gminie Kehtna.